# Xã Eldora, Quận Hardin, Iowa
Xã Eldora (tiếng Anh: Eldora Township) là một xã thuộc quận Hardin, tiểu bang Iowa, Hoa Kỳ. Năm 2010, dân số của xã này là 256 người.